# Marquesado de Belvís de las Navas
El marquesado de Belvís de las Navas es un título nobiliario español creado el 8 de enero de 1912 por el rey Alfonso XIII en favor de Enrique Guillermo de Scholtz y Caravaca.

## Marqueses de Belvís de las Navas
|                           | Titular                                             | Periodo                   |
| Creación por Alfonso XIII | Creación por Alfonso XIII                           | Creación por Alfonso XIII |
| ------------------------- | --------------------------------------------------- | ------------------------- |
| I                         | Enrique Guillermo de Scholtz y Caravaca             | 1912-1918                 |
| II                        | María de la Piedad de Yturbe y Scholtz-Hermensdorff | 1919-1957                 |
| III                       | María Francisca Hohenlohe-Langenburg e Yturbe       | 1959-2007                 |
| IV                        | Alejandra Gamazo y Hohenlohe-Langenburg             | 2007-2021                 |

## Historia de los marqueses de Belvís de las Navas
La lista de sus titulares es la que sigue:
- Enrique Guillermo de Scholtz y Caravaca, I marqués de Belvís de las Navas.

Se casó con Matilde de Bear y Grund. El 17 de enero de 1919 le sucedió su nieta, hija de María de la Trinidad von Scholtz-Hermensdorff y Behrz y Manuel de Yturbe y del Villar:
- María de la Piedad de Yturbe y von Scholtz-Hermensdorff (1892-1990), II marquesa de Belvís de las Navas.

Se casó con el príncipe alemán Maximilian Egon von Hohenlohe-Langenburg. El 27 de enero de 1959 le sucedió, por cesión de la titular, su hija:
- María Francisca de Hohenlohe-Langenburg (1922-2007), III marquesa de Belvís de las Navas. Más conocida en España como princesa Pimpinela de Hohenlohe, era hermana mayor del príncipe Alfonso de Hohenlohe-Langenburg.

Se casó con Claudio Gamazo y Arnús, IV marqués de Soto de Aller. El 15 de octubre de 2007 —tras solicitud del 22 de mayo del mismo año (BOE del 2 de julio) y orden para que se expida carta de sucesión el 6 de septiembre (BOE del día 20 del mes)— le sucedió su hija:
- Alejandra Gamazo y Hohenlohe (m. Marbella, 21 de mayo de 2021[7]), IV marquesa de Belvís de las Navas. Su hijo, Alejandro Christian Gamazo Hohenlohe[8] así como su hermana, Ana Isabel Gamazo Hohenlohe,[9] han solicitado la sucesión en el marquesado de Belvís de las Navas.